# Reto Schenkel
Reto Amaru Schenkel (ur. 28 kwietnia 1988 w Lomé, Togo) – szwajcarski lekkoatleta pochodzenia togijskiego, specjalizujący się w biegach sprinterskich.
Wszedł w skład szwajcarskiej sztafety 4 × 100 metrów, która w 2005 zajęła 5. miejsce na mistrzostwach Europy juniorów. Bez powodzenia startował na juniorskich mistrzostwach świata w Pekinie (2006). Piąty zawodnik w biegu na 100 metrów podczas mistrzostw Europy juniorów z 2007. W 2009 startował na młodzieżowych mistrzostwach Starego Kontynentu w Kownie, na których dotarł do półfinału biegu na 200 metrów oraz zajął 6. miejsce w sztafecie 4 × 100 metrów. W tym samym roku biegł na mistrzostwach świata w Berlinie.
W 2010 szwajcarska sztafeta 4 × 100 metrów z Schenkelem w składzie, zajęła 4. miejsce na mistrzostwach Europy w Barcelonie. Rok później dotarł do półfinału biegu na 200 metrów podczas mistrzostw świata w Daegu. W 2012 Schenkel startował na mistrzostwach Starego Kontynentu, na których odpadł w półfinale zarówno na 100, jak i na 200 metrów oraz zajął 5. miejsce w sztafecie 4 × 100 metrów. W tym samym roku reprezentował Szwajcarię na igrzyskach olimpijskich w Londynie, na których odpadł w eliminacjach biegu na 200 metrów. W 2016 zawodnik bez awansu do półfinału startował na mistrzostwach Europy w Amsterdamie.
Medalista mistrzostw Szwajcarii oraz reprezentant kraju w drużynowych mistrzostwach Europy.

## Osiągnięcia
| Rok  | Impreza                               | Miejsce   | Konkurencja             | Lokata     | Wynik |
| ---- | ------------------------------------- | --------- | ----------------------- | ---------- | ----- |
| 2005 | Mistrzostwa Europy juniorów           | Kowno     | bieg na 100 metrów      | eliminacje | 11,01 |
| 2005 | Mistrzostwa Europy juniorów           | Kowno     | sztafeta 4 × 100 metrów | 4. miejsce | 40,33 |
| 2006 | Mistrzostwa świata juniorów           | Pekin     | bieg na 100 metrów      | eliminacje | 10,72 |
| 2006 | Mistrzostwa świata juniorów           | Pekin     | bieg na 200 metrów      | eliminacje | 21,65 |
| 2007 | Mistrzostwa Europy juniorów           | Hengelo   | bieg na 100 metrów      | 5. miejsce | 10,77 |
| 2007 | Mistrzostwa Europy juniorów           | Hengelo   | sztafeta 4 × 100 metrów | 4. miejsce | 40,82 |
| 2009 | I liga drużynowych mistrzostw Europy  | Bergen    | sztafeta 4 × 100 metrów | 2. miejsce | 39,55 |
| 2009 | Młodzieżowe mistrzostwa Europy        | Kowno     | bieg na 200 metrów      | półfinał   | 21,45 |
| 2009 | Młodzieżowe mistrzostwa Europy        | Kowno     | sztafeta 4 × 100 metrów | 6. miejsce | 39,73 |
| 2009 | Mistrzostwa świata                    | Berlin    | sztafeta 4 × 100 metrów | eliminacje | 39,47 |
| 2010 | Mistrzostwa Europy                    | Barcelona | sztafeta 4 × 100 metrów | 4. miejsce | 38,69 |
| 2011 | I liga drużynowych mistrzostw Europy  | Izmir     | sztafeta 4 × 100 metrów | 1. miejsce | 39,20 |
| 2011 | Mistrzostwa świata                    | Daegu     | bieg na 100 metrów      | eliminacje | 10,44 |
| 2011 | Mistrzostwa świata                    | Daegu     | bieg na 200 metrów      | półfinał   | 21,18 |
| 2012 | Mistrzostwa Europy                    | Helsinki  | bieg na 100 metrów      | półfinał   | 10,48 |
| 2012 | Mistrzostwa Europy                    | Helsinki  | bieg na 200 metrów      | półfinał   | 21,05 |
| 2012 | Mistrzostwa Europy                    | Helsinki  | sztafeta 4 × 100 metrów | 5. miejsce | 38,83 |
| 2012 | Igrzyska olimpijskie                  | Londyn    | bieg na 200 metrów      | eliminacje | 20,98 |
| 2013 | I liga drużynowych mistrzostw Europy  | Dublin    | bieg na 200 metrów      | 7. miejsce | 21,68 |
| 2014 | II liga drużynowych mistrzostw Europy | Ryga      | sztafeta 4 × 100 metrów | 1. miejsce | 39,60 |
| 2014 | Mistrzostwa Europy                    | Zurych    | bieg na 100 metrów      | eliminacje | 10,44 |
| 2014 | Mistrzostwa Europy                    | Zurych    | sztafeta 4 × 100 metrów | 4. miejsce | 38,56 |
| 2016 | Mistrzostwa Europy                    | Amsterdam | bieg na 100 metrów      | –          | DNS   |
| 2016 | Mistrzostwa Europy                    | Amsterdam | sztafeta 4 × 100 metrów | 7. miejsce | 39,11 |

## Rekordy życiowe
- bieg na 60 metrów (hala) – 6,65 (28 stycznia 2012, Evilard)
- bieg na 100 metrów – 10,19 (30 lipca 2011, Fryburg)
- bieg na 200 metrów – 20,48 (26 maja 2012, Weinheim)

Schenkel jest aktualnym rekordzistą Szwajcarii juniorów w biegu na 100 metrów (10,45). Ma na swoim koncie także były rekord Szwajcarii juniorów w biegu na 60 metrów w hali (6,81).